# توم ماكيفوي
توم ماكيفوي (بالإنجليزية: Tom McEvoy)‏ هو كاتب غير روائي أمريكي، ولد في 14 نوفمبر 1944 في غراند رابيدز في الولايات المتحدة.